# Associação Académica de Coimbra - O.A.F.
Associação Académica de Coimbra - Organismo Autónomo de Futebol (AAC - OAF), còn được gọi là Académica de Coimbra (phát âm tiếng Bồ Đào Nha: [kɐˈðɛmikɐ ðɨ kuˈĩbɾɐ]) hoặc đơn giản là Académica, là một tổ chức bóng đá chuyên nghiệp và tự trị của Bồ Đào Nha. Hiện tại đội bóng chơi ở giải hạng 2 Bồ Đào Nha
Sân nhà của đội bóng là Estádio Cidade de Coimbra với sức chứa 30.210 chỗ ngồi, đội bóng đã từng giành ngôi á quân tại giải vô địch Bồ Đào Nha vào năm 1967.
Câu lạc bộ được thành lập vào năm 1887, khi Clube Atlético de Coimbra (thành lập năm 1861) và Academia Dramática (thành lập năm 1837) sáp nhập. Vào năm 1938, bóng đá, đội bóng đá đã giành được Cúp bóng đá Bồ Đào Nha đầu tiên của họ, lần đầu tiên dưới tên hiện tại của giải đấu và là một kỳ tích mà họ sẽ lặp lại vào năm 2011 12. Vào mùa giải 1966/67, họ đã giành được vị trí á quân Primeira Liga.